# 괴칸 인러
괴칸 인러(튀르키예어: Gökhan İnler 괴크한 인레르[*], 1984년 6월 27일, 스위스 올텐 ~ )는 스위스의 튀르키예계 전 축구 선수로, 과거 포지션은 중앙 미드필더였다.
괴칸은 FC 올텐 (FC Olten), FC 졸로투른 (FC Solothurn), FC 바젤 유스를 거쳐, 튀르키예 쉬페르 리그의 페네르바체와 계약 직전까지 갔으나, 스위스 슈퍼리그의 FC 아라우에서 프로로 데뷔하였다. FC 취리히에서는 블레림 제마일리 (Blerim Džemaili), 사비에르 마르가이라스 (Xavier Margairaz) 등과 함께 클럽 2연패의 중심 선수로 활약하였다.
2007년, FC 취리히 시절 감독인 뤼시앵 파브르 (Lucien Favre) 가 지휘를 맡게 된 헤르타 BSC 베를린의 관심을 뿌리치고, 세리에 A의 우디네세 칼초로 이적하였다. 이적한 지 얼마 되지 않아, 중반의 요점으로서 가에타노 다고스티노와 함께 분투하며, 팀의 UEFA컵 출장권 획득에 공헌하였다. 2008-09 시즌에는 아스널이 마티유 플라미니의 빈자리를 매꾸기 위해 그의 영입에 관심을 보인 바 있다. 시즌을 마친 인러는 2011년 SSC 나폴리로 이적했다.
스위스 축구 국가대표팀에서는 2006년 9월 2일, 베네수엘라와의 경기에서 교체 출장해 스위스 대표팀에서의 첫 경기를 치렀고, UEFA 유로 2008 스위스 선수 명단에 포함된 바 있다.
그리고 2010년 FIFA 월드컵 대회에서는 대회 직전에 부상을 당한 알렉산더 프라이를 대신해 주장으로 출전했다.

## 개인 삶
인러는 스위스 올텐에서 터기계 이민자의 아들로 태어났다.

## 수상
FC 취리히
- 스위스 슈퍼리그 : 우승 (2005-06, 2006-07)

 나폴리
- 코파 이탈리아 : 우승 (2011-12)